# Сюксюм
Сюксюм — река в России, целиком находится в Ульяновской области. Правый приток реки Инза.

## География

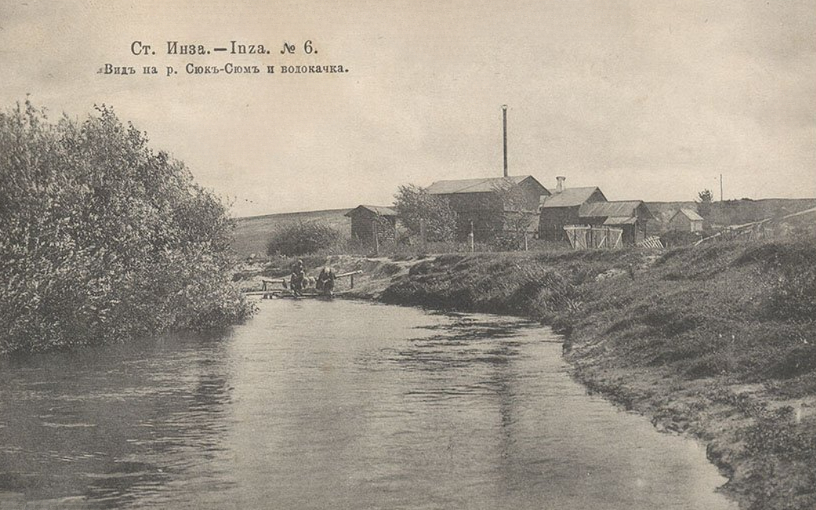
Инза, вид на реку Сюксюм в начале XX века

Истоки находятся на границе Вешкаймского и Базарносызганского района, большая часть русла находится на территории Инзенского района. Истоки находятся на высоте около 280 м у посёлка Дальнее Поле Базарносызганского района, устье на высоте 140 м, ниже города Инза, сам город располагается на данной реке. Течёт на юг, у села Красная Сосна поворачивает на запад. Река протекает по открытым ландшафтам, в нижнем и верхнем течении имеет лишенную леса долину, в среднем течении лес вплотную подходит к реке. Ширина реки в среднем течении 10 м, глубина 0,3 м, грунт преимущественно галечниковый, с наилком. В нижнем течении ширина реки
10—12 м, глубины 0,7—1 м. Устье реки находится в 53 км по правому берегу реки Инза. Длина реки составляет 54 км, площадь водосборного бассейна — 748 км². Впадает в реку Инзу на восточной окраине города Инза.

## Данные водного реестра
По данным государственного водного реестра России относится к Верхневолжскому бассейновому округу, водохозяйственный участок реки — Сура от Сурского гидроузла и до устья реки Алатырь, речной подбассейн реки — Сура. Речной бассейн реки — (Верхняя) Волга до Куйбышевского водохранилища (без бассейна Оки).
Код объекта в государственном водном реестре — 08010500312110000036562.